# Židovský hřbitov v Domažlicích
Židovský hřbitov v Domažlicích, založený roku 1890, leží v severní části města Domažlice v ulici Prokopa Velikého poblíž rybníka zvaného U Cihelny. Jedná se o pozemkovou parcelu číslo 1039/2 s rozlohou 1300 m² na katastrálním území města.
Dochovala se zde přibližně stovka náhrobních kamenů od doby jeho založení do roku 1941, kdy v areálu proběhl poslední obřad. Na některé starší náhrobky byly připevněny desky věnované památce obětí nacistické okupace, v areálu stojí i památník věnovaný obětem holokaustu. Dochovala se původní ohradní zeď, z márnice však jsou patrné pouze základy. Plocha areálu byla po roce 1987 zmenšena kvůli rozšíření silnice vedoucí k Třebnicím.